# Hitomi Kobayashi
Hitomi Kobayashi (小林 ひとみ, Kobayashi Hitomi) est une des plus importantes et plus anciennes idoles de la vidéo pour adultes. Elle est une figure emblématique de la vidéo réservée aux adultes. Le Mainichi Shimbun l'a baptisée « une des icônes de l'histoire du film pour adultes au Japon ». Sa popularité sans précédent vers le milieu des années 1990, premiers temps de la vidéo pour adultes au Japon, lui a conféré le titre de "reine de la VA",,,.
Un journaliste du Shukan Shincho écrit à son sujet : « She laid the foundations for the golden age of adult video »,
Après avoir fait ses débuts dans des albums photos et les « vidéo-images » non pornographiques, Kobayashi commence à tourner des films pornographiques en 1986. En raison de sa popularité rapidement grandissante, la firme Nikkatsu, alors le principal acteur de la pornographie "rose" (comparativement au "hard"), l'embauche dès 1987.
Après son mariage, elle s'éloigne de l'industrie pornographique au début de l'année 1989 puis y revient à plein temps en 1998. Elle fait ses adieux définitifs à ses spectateurs (en 2003) par la publication d'un volume double de DVD d'ailleurs très controversé

## Biographie
D'après son site officiel, elle serait née le 2 septembre 1965 à Tokyo, Japon sous le patronyme de Yukari Ishii (石井ゆかり, Ishii Yukari). Cependant, lors de l'interview qu'elle a donnée au Weekly Post (週刊ポスト) peu avant son retrait de la scène en 2003, elle serait née en 1963.
Son ambition depuis l'enfance, est d'être actrice. Elle suit des cours d'art dramatique et s'inscrit dans une agence de recrutement.
Kobayashi n'est pas particulièrement précoce sur le plan sexuel. À ses débuts, elle affirme : « I lost my virginity at 18, which is probably a bit late, and I wasn't very experienced with men »,. Ce relatif manque d'expérience est visible dans quasiment toutes ses scènes de sexe qui sont simulées sauf dans son avant-dernière vidéo. Même en fin de carrière, l'attitude de Kobayashi vis-à-vis du sexe reste pudique. Interviewée sur le sujet à l'époque de ses adieux, elle répond : « I love sex. But, just because I'm an AV actress, it doesn't mean I'm brim-filled with experience. I've done orgy movies, and lesbian scenes and loads of abnormal stuff, but the world of videos isn't a real world. My normal life is really plain. I couldn't imagine having sex anywhere other than in bed and taking part in an orgy would be unthinkable. I'm happy enough with just the missionary position. »,.

## Carrière
Kobayashi débute sous le pseudonyme de Kaori Matsumoto (松本かおり, Matsumoto Kaori) au mois de mai 1986 avec un album photos et une vidéo-image (DVD formé par l'enchainement de multiples images fixes) non pornographiques, tous deux intitulés Pounding: 19-year-old Kaori (ときめき・かおり19歳, Tokimeki: Kaori Jukyusai). Quoi qu'il en soit, malgré ces deux publications, elle pense que sa carrière n'aboutira à rien.

### La débutante
Peu de temps après ses débuts non pornographies, une occasion se présente à elle. Elle dit : « I got this offer to do a movie called Kinjirareta Kankei (Forbidden Relationship). I was told there were nude and love scenes, but nothing steamier than any ordinary movie »,. Profondément choquée lorsqu'elle découvre qu'il s'agit d'un film pornographique, elle est tout d'abord réticente. Après avoir longuement discuté avec son agent elle accepte finalement de tourner à la seule condition que les scènes de sexe soient simulées. Elle prend le nom de Hitomi Kobayashi. La vidéo connaît un succès surprenant. Cinquante mille copies sont vendues en quelques mois. Son étonnante popularité la propulse en tête des actrices les plus connues de ce milieu des années 1990 et, peu de temps après ses débuts, elle est désignée comme « la Reine de la Vidéo pour Adultes ».
La censure japonaise, interdisant de montrer les organes sexuels, permet à Kobayashi de maintenir son exigence à tourner uniquement des scènes de sexe simulées pendant toute sa carrière. Elle considère que ses films sont une autre façon de jouer la comédie et invente différentes techniques donnant l'impression de scène de sexe bien réelles. Elle dit par exemple: « I used to get the directors to tickle my feet and then tried not to laugh so it looked as though I was climaxing. »,. Sa carrière est en danger lorsqu'une vidéo pirate non censurée s'est mise à circuler révélant parfaitement que « la Reine de la vidéo pornographique » ne pratiquait pas réellement. Kobayashi a peur que ses admirateurs ne l'abandonnent. Ces craintes ne sont cependant pas fondées et sa popularité reste malgré tout intacte.

### L'actrice confirmée
En 1987, la popularité de Kobayashi lui a déjà conféré le titre de « Reine de la Vidéo pour Adultes ».
Nikkatsu, en tête des publications pornographique "roses" depuis le début de ses séries Roman Porno en 1971, perd rapidement de l'audience. Bien que ses studios aient publiquement condamné les vidéos pornographiques "dures" depuis des années et dans l'espoir de récupérer des admirateurs de Kobayashi, Nikkatsu embauche la Reine de la Vidéo réservée aux Adultes pour paraître dans ses propres productions.
La première, Hitomi Kobayashi's Secret Pleasure (小林ひとみ 奥戯快感 艶, Kobayashi Hitomi ougi kaikan: tsuya) paraît en Janvier 1987. Thomas and Yuko Mihara Weisser, dans leur Japanese Cinema Encyclopedia: The Sex Films (Encyclopédie du cinéma japonais: les films pornographiques), jugent le film comme étant à peine plus pornographique qu'un le Spécial Lingerie de Playboy ou de Penthouse.
La seconde vidéo, Hitomi Kobayashi's Heavy Petting (ハード・ペッティング, Hard Petting), publiée au mois de mars 1987, fait partie de la nouvelle série Roman X de Nikkatsu. Elle est supposée être plus "hard" que la précédente série Roman Porno. En fait, la prohibition des orgenes génitaux à l'écran, rend cette vidéo, censée être "hard", plutôt futile, jusqu'à ce que Donald Richie, l'insère dans son essai d'avant-garde et le classe en tant que "film rose" car "aucune des parties [génitales] en action ne sont montrées".
Les deux vidéos n'ont été appréciées ni par les admirateurs de l'artiste ni par les critiques qui leur ont préféré les anciens Roman Porno de Nikkatsu.
La troisième vidéo de cette série, Hitomi Kobayashi's Young Girl Story (小林ひとみの令嬢物語, Kobayashi Hitomi no reijo monogatari), mise sur le marché le 19 décembre 1987, est plus proche de l'ancien style de Nikkatsu. Mais elle arrive trop tard pour les studios qui ont arrêté la production des Roman Porno en 1988 et se déclarent en faillite en 1993.
En 1987, au sommet de sa carrière, Kobayashi épouse Toshifumi Yuzawa qui deviendra ultérieurement le Président directeur de l'agence qui recrute pour le compte de l'actrice. Dès 1989, la comédienne cesse alors de se produire pendant quelques années pour se consacrer à sa famille. Tout au long de ces années, elle ne s'est jamais officiellement retirée de l'industrie pornographique, n'a jamais totalement arrêté de se produire dans les vidéos pour adultes, et a même travaillé occasionnellement comme stripteaseuse. En 1988, elle tient le rôle principal de Evil Dead Trap (死霊の罠, Shiryo no wana). Pour All Movie Guide, le film "est malsain mais captivant". Le critique et auteur Patrick Galloway juge le film « ...nothing short of a multicultural terror tour de force, featuring gruesome, brilliantly rendered sound and imagery that will stay with you to your last dying gasp. »,. Écrit par Takashi Ishii et réalisé par Toshiharu Ikeda, le film a inspiré deux suites. Home Video qui a commandité le film souhaite mettre en avant Kobayashi - leur étoile de la vidéo pour adultes à cette époque- dans le rôle principal. Le réalisateur Ikeda, doutant des talents de comédienne de Kobayashi, installe Miyuki Ono dans le rôle principal de Nami et donne le second rôle de Rei à Kobayashi. Les scènes de sexe interprétées par Kobayashi sont, pour les puristes des films d'épouvante, un élément qui empêche le film d'accéder aux normes du genre. Cependant, Galloway, estime pour sa part, que Evil Dead Trap n'est pas un film d'épouvante mais un film transcendantal. Galloway, commente les scènes de sexe dans ces termes : « Ikeda handles the steamy segments like a pro, coming as he did from Nikkatsu, where he honed his craft making the studio's signature roman porno (romantic pornography). »,.
Kobayashi interprète, pour la toute première fois, deux "films roses" en 1996 et 1997 sous la direction de Satoru Kobayashi, réalisateur de Flesh Market (1992), le premier de tous les « films roses ». En 1997 elle incarne une actrice fictive du cinéma pornographique, Mizuki Mahoro. Il s'agit d'une histoire plus ou moins autobiographique parue dans le V-cinema sous le titre Destroying Mosaic (モザイク崩し).
Kobayashi revient au cinéma pornographique en novembre 1998 avec la vidéo Love Bond encore connue sous le titre de  Immoral Bonds.

### La femme mûre[34]
Dix ans après ses débuts, Kobayashi est maintenant une « femme arrivée à maturité ». Ses vidéos tournées dans le milieu des années 1990 reflètent ce nouveau statut.
L'actrice tient le rôle d'une femme qui s'adonne à l'inceste avec ses trois beaux-fils dans la vidéo Madame Throat parue en juin 1999.
Sa première vidéo tournée sur un mode documentaire (alors à la mode dans les films pornographiques),,,, est intitulée Extreme Privacy (septembre 1999).
Au mois de décembre, paraît Nasty Female Teacher, une autre vidéo de pure fiction filmée par un réalisateur utilisant le pseudonyme de Hattori Hanzo. Kobayashi y paraît sous les traits d'une enseignante dans une école de garçons.
Kobayashi travaille toujours au début du nouveau millénaire pour satisfaire « une nouvelle génération de 'mecs' avec une vidéo faite d'une suite de contes variés » KUKI DVD Buyer Boy 01.
Dans la première des trois vidéos composant la série Stimulant, Stimulant: Doctor Hitomi Kobayashi, elle tient le rôle d'un psychiatre qui administre "des traitements drastiques à des patients impuissants".
Dans une autre vidéo tournée après son retour à la scène, elle est successivement une espionne, un ange, une enseignante séductrice et enfin, une maîtresse de maison au passé, soigneusement caché, de lesbienne.
Kobayashi fait équipe avec Kyōko Aizome, une autre actrice importante du film pornographique, dans Kyôko Aizome vs. Hitomi Kobayashi: Sexual Excitement Competition (愛染恭子ＶＳ小林ひとみ　発情くらべ) paru en Février 2001 sous le label Excess Filmsdes studios Nikkatsu devenus distributeurs de pornographie après leur série Roman Porno,.
Les deux actrices de légende tournent encore ensemble Lesbian Wives au mois de mars 2001 et à nouveau sous la direction d'Aizome. Kobayashi et Aizome interprètent le rôle de deux femmes de yakuzas qui s'adonnent à des relations lesbiennes.
Cette même année, Kobayashi et son mari ouvrent une boîte de nuit dans le quartier de Roppongi.

### Le point final
Dans une industrie au sein de laquelle la durée moyenne d'une carrière est de un an avec une production de cinq à dix vidéos, en 2003, Kobayashi a travaillé dans le domaine du film pornographique pendant dix ans et demie et a tourné environ 70 films. Les 39 vidéos dans lesquelles elle est la vedette se sont vendues à plus de 600 000 copies. Elle a gagné environ 6 milliards de yens.
Au sujet de sa carrière dans le film pornographique, Kobayashi affirme : « I'm delighted to have led a career where I would be elevated to being called 'AV Queen,' as well as to have lasted in the business until I turned 40. »,
Souhaitant se retirer de la scène avec brio, Kobayashi et son mari/impresario contactent des commanditaires en vue d'une dernière vidéo comprenant deux volumes pour une durée totale de deux heures et demie. Kobayashi cherche 35 investisseurs qui contribueraient à hauteur de 500 000 yens chacun pour avoir le privilège d'un dîner avec elle, de voir leur nom apparaître dans le générique et d'assister à une projection privée de la vidéo. Celle-ci paraît sous le titre Hitomi Kobayashi FINAL - Disc1 (19 décembre 2003) et Disc2 (31 décembre 2003). La première moitié de l'œuvre s'intitule Nostalgic. Elle contient des extraits de vidéos tournées dans le tout début de sa carrière. Le second volume, intitulé Love, est lancé en disant qu'il contient le premier et dernier rapport non simulé de l'actrice à l'écran.
Une controverse a suivi la parution de la vidéo lorsque certains investisseurs ont déclaré qu'on leur avait promis des dividendes alors qu'il n'en ont touché aucun. Il a été dit que si Kobayashi a bien trouvé 50 investisseurs pour son projet, son mari aurait utilisé l'argent pour rembourser des créances personnelles ainsi que pour des loisirs sans rapport avec le film. Une communication insuffisante avec les investisseurs, la fermeture du site web concernant le film, le changement répété du nom du producteur et la permanente modification des comptes permettant de savoir si le film a fait des profits ou pas, ont poussé les investisseurs à déposer une plainte.
En 2004, Kobayashi travaille toujours comme hôtesse dans sa boîte de nuit à Roppongi.

## Filmographie

### Vidéos
| Titre du film.                                                                                       | Producteur           | Réalisateur                     | Parution                                      |
| --- | -------------------- | ------------------------------- | --------------------------------------------- |
| Pounding: 19-year-old Kaori ときめき・かおり19歳 Tokimeki: Kaori Jukyusai debut (non-pornographique) | Docks ダックス       |                                 | mai 1986                                      |
| Prohibited Relations 禁じられた関係 Kinjirareta Kankei debut (non pornographique)                    | VIP                  |                                 | 15 mai 1986                                   |
| 色情                                                                                                 | VIP                  |                                 | 5 juillet 1986                                |
| 瓶詰め地獄                                                                                           | Nikkatsu             |                                 | juillet 1986                                  |
| お口に誘って                                                                                         | Shintōhō             |                                 | 5 août 1986                                   |
| 溺愛 BLIDED LOVE                                                                                     | VIP                  |                                 | 5 septembre 1986                              |
| 見られたいの                                                                                         | 現映社               |                                 | 10 octobre 1986                               |
| 天使の唇                                                                                             | Shintōhō             |                                 | 15 octobre 1986                               |
| ミルキーデビル邪夢猫                                                                                 | Alice Japan          |                                 | 15 octobre 1986                               |
| 燃えつきるまで                                                                                       | VIP                  |                                 | 15 novembre 1986                              |
| 夢で逢えたらアイドルクイーン                                                                         | SHOWA                |                                 | 15 novembre 1986                              |
| ミステリークイーン恋の異星人                                                                         | シャリオ             |                                 | 1er décembre 1986                             |
| さよならの前に                                                                                       | ホップ               |                                 | 10 décembre 1986                              |
| ひとみ先生のｸﾗｲﾏｯｸｽは御一緒に                                                                        | Shintōhō             |                                 | 21 décembre 1986                              |
| 本番深くうめて                                                                                       | Five Star            |                                 | janvier 1987                                  |
| 本番深くうめて 2                                                                                     | Five Star            |                                 | 1987                                          |
| みだらな瞳                                                                                           | Phoenix              |                                 | 10 janvier 1987                               |
| 性獣ﾄﾗｲｱﾝｸﾞﾙ～暴かれたﾊﾈﾑｰﾝ～                                                                        | Alice Japan          |                                 | 10 janvier 1987                               |
| 夢犯恋人                                                                                             | JVD                  |                                 | 15 février 1987                               |
| 悪女                                                                                                 | Shintōhō             |                                 | 15 février 1987                               |
| 下半身の女                                                                                           | スリーパーツ         |                                 | 1er mars 1987                                 |
| Sexy Violence セクシーバイオレンス                                                                   | Alice Japan          |                                 | 10 mars 1987                                  |
| ロックビートは危険な囁き                                                                             | SHOWA                |                                 | 1987                                          |
| 奥戯快感 艶                                                                                          | Nikkatsu             |                                 | 1er avril 1987                                |
| 魔性                                                                                                 | Shintōhō             |                                 | 25 avril 1987                                 |
| Midnight Call に乱れて                                                                               | Nikkatsu             |                                 | 25 mai 1987                                   |
| 桃色情交                                                                                             | スリーパーツ         |                                 | mai 1987                                      |
| 挑発／深くうめて3                                                                                    | Five Star            |                                 | juin 1987                                     |
| 挑発／深くうめて3                                                                                    | Five Star            |                                 | juin 1987                                     |
| Zoom Up Special ズームアップ・スペシャル                                                             | Alice Japan          | Kazuhito Kuramoto               | 25 septembre 1987                             |
| The Bible ザ・バイブル                                                                               | Alice Japan          | Kazuhito Kuramoto               | 15 novembre 1987                              |
| Sex Triangle vol.2 性獣トライアングル2                                                               | Alice Japan          | Sho Sasaki                      | 15 mai 1988                                   |
| Zoom Up All Stars ZOOM UPオールスターズ                                                              | Alice Japan          | Kazuhito Kuramoto               | 25 septembre 1988                             |
| La Valse ラ・ヴァルス La valuse: watashi bokosaremashita                                             | ＫＵＫＩ             |                                 | 15 février 1990                               |
| Sucking Lady もろなめ夫人                                                                            | Alice Japan          | Yuhojin                         | 15 octobre 1993                               |
| Cock Sucking Lady いもしゃぶり夫人                                                                   | Alice Japan          | Yuhojin                         | 24 décembre 1993                              |
| Alice Memories Vol. 1 アリスメモリーズ Vol.1                                                         | Alice Japan          |                                 | 7 mars 1997                                   |
| Immoral Bonds 背徳の絆                                                                               | KUKI                 |                                 | 26 novembre 1996                              |
| Topaz トパーズ                                                                                       | KUKI                 |                                 | 27 novembre 1998                              |
| Video CD Special Vol 15 ビデオCDスペシャル15                                                         | KUKI                 |                                 | 27 février 1999                               |
| Immoral Baptism 背徳の洗礼                                                                           | KUKI                 | Shusaku Mizutani                | 23 mars 1999                                  |
| Immoral Bonds 背徳の絆                                                                               | KUKI                 | Shusaku Mizutani                | 21 mai 1999                                   |
| Madame Throat Deep Spot マダムスロート奥の淫                                                         | KUKI                 | Gasbel                          | 28 juin 1999                                  |
| Neo Video CD Special Vol.1 NEOビデオCDスペシャル01                                                   | KUKI                 |                                 | 20 juillet 1999                               |
| Big Tits Tank Angels 6 乳TANKの天使たち6                                                             | KUKI                 | Gregoru Shimizu                 | 18 août 1999                                  |
| Madame Throat マダムスロート                                                                         | KUKI                 |                                 | 10 septembre 1999                             |
| Molesting Sexy Teachers 女教師痴漢調教                                                               | KUKI                 | Makoto Taiga                    | 22 septembre 1999                             |
| Extreme Privacy 極私性                                                                               | KUKI                 | Gasbel                          | VHS: 25 septembre 1999 VCD: 10 mars 2000      |
| Neo Video CD Special Vol.5 NEOビデオCDスペシャル05                                                   | KUKI                 |                                 | 20 novembre 1999                              |
| KUKI Best Actresses Vol. 11 KUKI人気女優BEST VOL.11                                                  | KUKI                 | Toru Daikanyama                 | 10 décembre 1999                              |
| Nasty Female Teacher 女教師姦粘膜                                                                    | KUKI                 | Hanzo Hatori                    | 20 décembre 1999                              |
| Big Tits Tank Angels 7 乳TANKの天使たち7                                                             | KUKI                 | JANGO                           | 18 février 2000                               |
| KUKI DVD Buyer Boy 01 KUKI DVD買うボーイ 01                                                          | KUKI                 |                                 | 4 mars 2000                                   |
| Stimulant: Doctor Hitomi Kobayashi 刺激療法                                                          | KUKI                 | Gasbel                          | 22 mars 2000                                  |
| KUKI Best Collection Vol.4                                                                           | KUKI                 |                                 | 14 avril 2000                                 |
| KUKI DVD Buyer Boy 03 KUKI DVD買うボーイ03                                                           | KUKI                 |                                 | 2 mai 2000                                    |
| Stimulant: Doctor Hitomi Kobayashi(3) 刺激療法女医                                                   | KUKI                 |                                 | 26 mai 2000                                   |
| Perfect Sniper パーフェクト・スナイパー                                                              | KUKI                 | Gasbel                          | VHS: 29 juin 2000 DVD: 21 juillet 2000        |
| CRUSH                                                                                                | KUKI                 | Gasbel                          | VHS:29 septembre, 2000 DVD:29 septembre, 2000 |
| ATLAS MEGA-MIX vol.#2 アトラスMEGA-MIX II                                                            | Atlas21              |                                 | 17 novembre 2000                              |
| Immoral Bonds 背徳の絆                                                                               | KUKI                 |                                 | 17 novembre 2000                              |
| Hitomi Kobayashi Special: '98-'00 Complete Work 小林ひとみスペシャル                                 | KUKI                 | JANGO                           | VHS: 17 novembre 2000 23 février 2001         |
| Big Tits Tank Angels 8 乳TANKの天使たち 8                                                            | KUKI                 | JANGO                           | 18 janvier 2001                               |
| Costume Play Royale コスプレ ロワイヤル                                                              | KUKI                 | JANGO                           | 18 février 2001                               |
| KUKI Best Collection VOL.4 KUKI Best COLLECTIONS VOL.4                                               | KUKI                 | JANGO                           | 23 février 2001                               |
| Lesbian Wives 極妻レズ                                                                               | Alice Japan          | Kyoko Aizome                    | VHS: 16 mars 2001 DVD: 21 septembre 2001      |
| Lesbian Love Juice レズビアン 女汁                                                                   | Alice Japan          | Eitaro Haga                     | VHS: 13 avril 2001 DVD: 7 décembre 2001       |
| School Teacher 女教師歔く                                                                            | MAX-A                | Eitaro Haga                     | 31 juillet 2001                               |
| BEST 4 Hours - Hitomi Kobayashi BEST 4時間 小林ひとみ                                                | Atlas21              |                                 | 27 décembre 2001                              |
| Alice Japan 2002 アリスJAPAN2002                                                                     | Alice Japan          |                                 | 27 décembre 2001                              |
| Abnormal Privacy - Slave Secretary 37                                                                | Collect              |                                 | 14 juin 2002                                  |
| Alice Japan 2002 アリスJAPAN2002                                                                     | Alice Japan          |                                 | 27 décembre 2002                              |
| Mother In-Law                                                                                        | Soft On Demand (SOD) |                                 | novembre 2003                                 |
| Hitomi Kobayashi - BOX 小林ひとみ BOX FINAL disc 1&2 & Picture Booklet                               | VIP                  | Eitaro Haga                     | 19 décembre 2003                              |
| Hitomi Kobayashi FINAL - Disc1: Nostalgic 小林ひとみFINAL 上巻                                       | VIP                  | Eitaro Haga                     | 19 décembre 2003                              |
| Hitomi Kobayashi FINAL - Disc2: Love 小林ひとみFINAL 下巻                                            | VIP                  | Eitaro Haga                     | 19 décembre 2003                              |
| Best of the AV QUEEN ベスト・オブ・ザ・AVクィーン                                                    | Atlas21              |                                 | 23 avril 2004                                 |
| Uncut 4 Hours / Hitomi Kobayashi ノーカット4時間！！小林ひとみ                                       | Alice Japan          |                                 | 16 juillet 2004                               |
| The 80's Greatest Idols                                                                              | TMA                  |                                 | 13 août 2004                                  |
| Slave Secretary ＥＸ 3 奴隷秘書ＥＸ３                                                                | CineMagic            | Hirofumi Miyazaki Tatsuo Hibino | 23 juin 2006                                  |

### Parutions théâtrales (partielles)
- The Petting (ザ・ペッティング, Za Pettingu) (août 1986).
- Hitomi Kobayashi's Secret Pleasure (小林ひとみ 奥戯快感　艶, Kobayashi Hitomi ougi kaikan: tsuya (1er juin 1987).
- Hitomi Kobayashi's Heavy Petting (ハード・ペッティング, Hard Petting (28 mars 1987).
- Hitomi Kobayashi vs. (高杉レイ, Double Petting) (小林ひとみＶＳ高杉レイ　ダブルペッティング) (18 juillet 1987).
- Hitomi Kobayashi's Young Girl Story (小林ひとみの令嬢物語, Kobayashi Hitomi no reijo monogatari (19 décembre 1987)
- Sure-Fire Death 4: We Will Avenge You (Hissatsu 4: Urami harashimasu) (1987)
- Evil Dead Trap (死霊の罠, Shiryo no wana (14 mai 1988)
- Guys Who Never Learn II (1988)
- Kyoko Aizome vs. Hitomi Kobayashi: Sexual Excitement Competition, (愛染恭子ＶＳ小林ひとみ　発情くらべ) (2 février 2001)[59].

## Magazines et albums photos (partiels)
Liste des magazines dans lesquels pose Kobayashi:

### Goro
| - 8 janvier 1987 - 23 avril 1987 | - 11 juin 1987 - Juin 1987 "Big Goro" |

### Heibon Punch(平凡パンチ)
| - 17 mars 1986 (as Kaori Matsumoto) - 25 août 1986 (4 pages) - 6 octobre 1986 (2 pages) - 29 décembre 1986 (4 pages) - 19 février 1987 (5 pages) - 16 avril 1987 (5 pages) | - 16 juillet 1987 (4 pages) - 27 août 1987 (6 pages) - 10 octobre 1987 (6 pages) - 31 décembre 1987 (5 pages) - 24 mars 1988 - 28 avril 1988 (4 pages) |

### Momoco
- 31 janvier 1987 (5 pages)

### Sukora(スコラ)
| - 23 octobre 1986 (5 pages) - 1er janvier 1987 (6 pages) - 12 février 1987 (7 pages) - 12 mars 1987 (2 pages) - 14 mai 1987 (6 pages) | - 13 août 1987 (5 pages) - 22 octobre 1987 (7 pages) - 28 janvier 1988 (5 pages) - 1er janvier 1991 |

### Weekly Playboy(週刊プレイボーイ)
| - 12 août 1986 (1 page) - 18 novembre 1986 (5 pages) - 10 février 1987 (Pinup) - 24 mars 1987 (6 pages) - 12 mai 1987 (4 pages) | - 14 juillet 1987 (Pinup) - 4 août 1987 - 20 octobre 1987 (1 page) - 12 janvier 1988 (3 pages) - 2 juin 1992 |